# Oval klockmossa
Oval klockmossa (Encalypta obovatifolia) är en bladmossart som beskrevs av Elsa Cecilia Nyholm 1995--96 [1996. Oval klockmossa ingår i släktet klockmossor, och familjen Encalyptaceae. Arten är reproducerande i Sverige. Inga underarter finns listade i Catalogue of Life.